# Eukiefferiella ancyla
Eukiefferiella ancyla är en tvåvingeart som beskrevs av Björn S. Svensson 1986. Eukiefferiella ancyla ingår i släktet Eukiefferiella och familjen fjädermyggor.
Artens utbredningsområde är Sverige. Arten är reproducerande i Sverige. Inga underarter finns listade i Catalogue of Life.